# Зубрилин, Борис Алексеевич
Борис Алексеевич Зубри́лин (1902 — ?) — советский коневод, селекционер. Один из авторов терской породы лошадей.

## Биография
Сын уездного агронома Алексея Арсеньевича Зубрилина — участника Марковской республики.
Окончил МСХА имени К. А. Тимирязева по специальности учёный зоотехник.
С 1934 года служил в РККА, специалист-коневод.
Во время войны — начальник конной части Терского военконезавода РККА, майор интендантской службы. 
После войны — старший зоотехник по коневодству Северокавказского треста конных заводов.
Брат — Зубрилин, Алексей Алексеевич, учёный.

## Награды и премии
- Сталинская премия второй степени (1949) — за выведение новых пород верховой лошади «Будённовская» и «Терская»
- орден Красной Звезды (4.6.1944) — за обеспечение сохранности лошадей при эвакуации завода в Казахстан и его реэвакуации

## Сочинения
- Терская порода лошадей. — В кн.: Книга о лошади. Т. 1. М., Сельхозгиз, 1952, с. 354—371, с илл.